# Julia Carabias Lillo
Julia Carabias Lillo, née le 11 août 1954 à Mexico, est une biologiste, écologue et défenseuse de l'environnement mexicaine. Enseignante à l'université nationale autonome du Mexique, elle a aussi été secrétaire d'État à l'Environnement, aux Ressources naturelles et à la Pêche de 1994 à 2000.

## Biographie

### Enfance et éducation
Julia Carabias Lillo naît le 11 août 1954 à Mexico de parents basques ayant émigré d'Espagne. Elle déclare au Japan Times que grandir en étant témoin des difficultés de la vie quotidienne dans un pays en développement l'a incitée à s'engager pour la réduction de la pauvreté et la préservation de l'environnement.
Elle étudie la biologie à l'université nationale autonome du Mexique où elle obtient un baccalauréat universitaire en sciences en 1977 — année où elle commence à y enseigner — et un master en 1981.

### Débuts dans la fonction publique
Engagée au sein du Parti socialiste unifié du Mexique (en), elle participe en 1982, à la demande du gouvernement de l'État du Guerrero, à un groupe pluridisciplinaire d'économistes et de scientifiques (dont Víctor Manuel Toledo Manzur) pour améliorer les conditions de vie locales tout en préservant les ressources naturelles,,. L'expérience, fructueuse, est étendue à d'autres régions mexicaines au sein du Programa de Aprovechamiento Integral de Recursos Naturales (PAIR) (traduction libre : « programme de gestion intégrale des ressources naturelles »). Julia Carabias Lillo rassemble ses préconisations dans La producción rural en México: alternativas ecológicas, publié en 1989.

### Carrière au gouvernement
Julia Carabias Lillo entre au gouvernement début 1994 et devient secrétaire d'État à l'Environnement, aux Ressources naturelles et à la Pêche dans le Gouvernement Ernesto Zedillo en décembre de la même année ; elle le demeure jusqu'en 2000. À ce poste, elle travaille sur des projets de conservation et de restauration de l'environnement. Elle doit maîtriser les incendies de forêt qui dévastent la réserve biologique de Chimalapas dans les États du sud du Chiapas et d'Oaxaca. En juin 2000, elle réunit les fonctionnaires mexicains et américains afin de restaurer le cours naturel de l'écoulement fluvial du Río Grande, le long de la frontière entre les deux pays. Elle contribue également à l’intégration de dispositions environnementales dans le North American Free Trade Agreement (NAFTA).

### Carrière post-politique
Julia Carabias Lillo poursuit ses travaux de recherche, qui portent notamment sur la régénération des forêts tropicales et la gestion des ressources naturelles.
Carabias siège au conseil d'administration de Resources for the Future, une organisation internationale de recherche environnementale de 2001 à 2004. Entre 2002 et 2004, Carabias préside le Groupe consultatif scientifique et technique, un organe international consultatif indépendant, le Fonds pour l'environnement mondial (FEM).
Jusqu'en 2014, Carabias préside le Centro Interdisciplinario de Biodiversidad y Ambiente (CeIBA) dont elle assure ensuite la vice-présidence de 2015 à 2020, une organisation non gouvernementale qui rassemble des chercheurs et des spécialistes pour promouvoir l'analyse, la conception et la mise en œuvre de politiques publiques pour la conservation.

## Distinctions
Le WWF lui décerne en 2001 le J. Paul Getty Award for Conservation Leadership (en) pour sa volonté d'inclure la population dans les efforts en faveur de la préservation de l'environnement et l'extension des aires protégées mexicaines durant son mandat gouvernemental.
En 2004, elle est récipiendaire du Prix international Cosmos,. L'année suivante, elle reçoit le prix Champions de la Terre décerné par le Programme des Nations unies pour l'environnement,.
Elle reçoit en 2017 la médaille d'honneur Belisario-Domínguez (en), la plus haute distinction accordée par le Sénat de la République.